# Interlands Luxemburgs voetbalelftal 1930-1939
Deze pagina toont een chronologisch en gedetailleerd overzicht van de interlands die het Luxemburgs voetbalelftal heeft gespeeld in de periode 1930 – 1939.

## Interlands

### 1930
|                                                                      |           |       |        |                                                                                          |
| 9 februari Vriendschappelijk № 25 «onderlinge duels» 14:30 uur (UTC) | Luxemburg | 0 – 1 | België | Stade du Thillenberg, Luxemburg Toeschouwers: 4.500 Scheidsrechter: Georges Balvay (FRA) |
| 9 februari Vriendschappelijk № 25 «onderlinge duels» 14:30 uur (UTC) |           | ?     |        | Stade du Thillenberg, Luxemburg Toeschouwers: 4.500 Scheidsrechter: Georges Balvay (FRA) |

|                                                                     |        |       |                 |                                                                      |
| 6 april Vriendschappelijk № 26 «onderlinge duels» 15:00 uur (UTC+1) | Italië | 8 – 1 | Luxemburg       | Marassi, Genua Toeschouwers: 15.000 Scheidsrechter: Paul Ruoff (SUI) |
| 6 april Vriendschappelijk № 26 «onderlinge duels» 15:00 uur (UTC+1) | ?      |       | 1' Fiss Stemper | Marassi, Genua Toeschouwers: 15.000 Scheidsrechter: Paul Ruoff (SUI) |

|                                                                      |           |       |           |                                                                                        |
| 13 april Vriendschappelijk № 27 «onderlinge duels» 15:30 uur (UTC+1) | Luxemburg | 0 – 2 | Frankrijk | Stade du Thillenberg, Luxemburg Toeschouwers: 5.000 Scheidsrechter: Hans Boekman (NED) |
| 13 april Vriendschappelijk № 27 «onderlinge duels» 15:30 uur (UTC+1) |           | ?     |           | Stade du Thillenberg, Luxemburg Toeschouwers: 5.000 Scheidsrechter: Hans Boekman (NED) |

|                                                                    |        |       |                                                              |                                                                 |
| 1 juni Vriendschappelijk № 28 «onderlinge duels» 16:00 uur (UTC+1) | België | 7 – 4 | Luxemburg                                                    | RCS Brugeois-stadion, Brugge Scheidsrechter: Roger Conrié (FRA) |
| 1 juni Vriendschappelijk № 28 «onderlinge duels» 16:00 uur (UTC+1) | ?      |       | 8', 50' Josy Waltener 29' Robert Theissen 44' Mathias Becker | RCS Brugeois-stadion, Brugge Scheidsrechter: Roger Conrié (FRA) |

### 1931
|                                                                      |           |       |                                               |                                                                                     |
| 25 januari Vriendschappelijk № 29 «onderlinge duels» 14:00 uur (UTC) | Frankrijk | 4 – 3 | Luxemburg                                     | Sportveld US Belfort, Belfort Toeschouwers: 6.000 Scheidsrechter: René Mercet (SUI) |
| 25 januari Vriendschappelijk № 29 «onderlinge duels» 14:00 uur (UTC) | ?         |       | 44', 63' Jean Kremer 70', 72' Robert Theissen | Sportveld US Belfort, Belfort Toeschouwers: 6.000 Scheidsrechter: René Mercet (SUI) |

|                                                                   |                                     |       |        |                                                                                   |
| 1 maart Vriendschappelijk № 30 «onderlinge duels» 15:00 uur (UTC) | Luxemburg                           | 2 – 3 | België | Stade Municipal, Luxemburg Toeschouwers: 3.000 Scheidsrechter: Louis Raguin (FRA) |
| 1 maart Vriendschappelijk № 30 «onderlinge duels» 15:00 uur (UTC) | Robert Theissen 4' Théo Logelin 76' |       | ?      | Stade Municipal, Luxemburg Toeschouwers: 3.000 Scheidsrechter: Louis Raguin (FRA) |

|                                                                      |           |       |        |                                                                                   |
| 12 april Vriendschappelijk № 31 «onderlinge duels» 15:00 uur (UTC+1) | Luxemburg | 0 – 3 | Italië | Stade Municipal, Luxemburg Toeschouwers: 7.585 Scheidsrechter: Hans Boekman (NED) |
| 12 april Vriendschappelijk № 31 «onderlinge duels» 15:00 uur (UTC+1) |           | ?     |        | Stade Municipal, Luxemburg Toeschouwers: 7.585 Scheidsrechter: Hans Boekman (NED) |

### 1932
|                                                                       |        |       |                                             |                                                                                       |
| 14 februari Vriendschappelijk № 32 «onderlinge duels» 14:30 uur (UTC) | België | 6 – 3 | Luxemburg                                   | Neuvillestadion, Charleroi Toeschouwers: 8.000 Scheidsrechter: Joop van Moorsel (NED) |
| 14 februari Vriendschappelijk № 32 «onderlinge duels» 14:30 uur (UTC) | ?      |       | 14', 83' Théophile Speicher 33' Jean Kremer | Neuvillestadion, Charleroi Toeschouwers: 8.000 Scheidsrechter: Joop van Moorsel (NED) |

|                                                                    |                                                                                |       |           |                                                                                        |
| 20 maart Vriendschappelijk № 33 «onderlinge duels» 15:00 uur (UTC) | Luxemburg                                                                      | 5 – 2 | Frankrijk | Stade du Thillenberg, Luxemburg Toeschouwers: 4.500 Scheidsrechter: Peco Bauwens (GER) |
| 20 maart Vriendschappelijk № 33 «onderlinge duels» 15:00 uur (UTC) | Théo Logelin 32' Jean Kremer 44', 65' Josy Waltener 54' Théophile Speicher 62' |       | ?         | Stade du Thillenberg, Luxemburg Toeschouwers: 4.500 Scheidsrechter: Peco Bauwens (GER) |

|                                                                      |        |        |           |                                                                                               |
| 10 april Vriendschappelijk № 34 «onderlinge duels» 15:00 uur (UTC+1) | Italië | 12 – 0 | Luxemburg | Stadio Giuseppe Sinigaglia, Como Toeschouwers: 10.000 Scheidsrechter: William Bangerter (SUI) |
| 10 april Vriendschappelijk № 34 «onderlinge duels» 15:00 uur (UTC+1) | ?      |        |           | Stadio Giuseppe Sinigaglia, Como Toeschouwers: 10.000 Scheidsrechter: William Bangerter (SUI) |

|                                                                      |                                     |       |             |                                                                                         |
| 6 november Vriendschappelijk № 35 «onderlinge duels» 14:15 uur (UTC) | Luxemburg                           | 2 – 2 | Zwitserland | Stade Municipal, Luxemburg Toeschouwers: 6.000 Scheidsrechter: José Delchevalerie (BEL) |
| 6 november Vriendschappelijk № 35 «onderlinge duels» 14:15 uur (UTC) | Jean Kremer 10' Robert Theissen 77' |       | ?           | Stade Municipal, Luxemburg Toeschouwers: 6.000 Scheidsrechter: José Delchevalerie (BEL) |

### 1933
|                                                                       |             |       |                      |                                                                                |
| 12 februari Vriendschappelijk № 36 «onderlinge duels» 14:30 uur (UTC) | Frankrijk ' | 2 – 2 | Luxemburg            | Stade de Gerland, Lyon Toeschouwers: 7.000 Scheidsrechter: Hans Wüthrich (SUI) |
| 12 februari Vriendschappelijk № 36 «onderlinge duels» 14:30 uur (UTC) | ?           |       | 22', 55' Jean Kremer | Stade de Gerland, Lyon Toeschouwers: 7.000 Scheidsrechter: Hans Wüthrich (SUI) |

| |                     |       |            |                                                                                        |
| 4 juni Vriendschappelijk Toernooi 25-jarig jubileum Luxemburgse voetbalbond № 37 «onderlinge duels» 16:15 uur (UTC+1) | Luxemburg           | 1 – 4 | Frankrijk' | Stade Municipal, Luxemburg Toeschouwers: 4.000 Scheidsrechter: William Bangerter (SUI) |
| 4 juni Vriendschappelijk Toernooi 25-jarig jubileum Luxemburgse voetbalbond № 37 «onderlinge duels» 16:15 uur (UTC+1) | Pierre Bommertz 63' |       | ?          | Stade Municipal, Luxemburg Toeschouwers: 4.000 Scheidsrechter: William Bangerter (SUI) |

| |                                            |       |         |                                                                                        |
| 5 juni Vriendschappelijk Toernooi 25-jarig jubileum Luxemburgse voetbalbond № 38 «onderlinge duels» 14:30 uur (UTC+1) | Luxemburg                                  | 3 – 1 | België' | Stade Municipal, Luxemburg Toeschouwers: 5.000 Scheidsrechter: William Bangerter (SUI) |
| 5 juni Vriendschappelijk Toernooi 25-jarig jubileum Luxemburgse voetbalbond № 38 «onderlinge duels» 14:30 uur (UTC+1) | Josy Waltener 27' Pierre Bommertz 59', 84' |       | ?       | Stade Municipal, Luxemburg Toeschouwers: 5.000 Scheidsrechter: William Bangerter (SUI) |

|                                                                          |             |       |           |                                                                                         |
| 24 september Vriendschappelijk № 39 «onderlinge duels» 15:00 uur (UTC+1) | Zwitserland | 1 – 0 | Luxemburg | Stade de la Maladière, Neuchâtel Toeschouwers: 2.500 Scheidsrechter: Louis Raguin (FRA) |
| 24 september Vriendschappelijk № 39 «onderlinge duels» 15:00 uur (UTC+1) | ?           |       |           | Stade de la Maladière, Neuchâtel Toeschouwers: 2.500 Scheidsrechter: Louis Raguin (FRA) |

### 1934
|                                                                      |                                    |       |        |                                                                                  |
| 21 januari Vriendschappelijk № 40 «onderlinge duels» 14:30 uur (UTC) | Luxemburg                          | 2 – 3 | België | Stade Municipal, Luxemburg Toeschouwers: 3.500 Scheidsrechter: Jean Reuter (LUX) |
| 21 januari Vriendschappelijk № 40 «onderlinge duels» 14:30 uur (UTC) | Robert Geib 56' Mathias Becker 87' |       | ?      | Stade Municipal, Luxemburg Toeschouwers: 3.500 Scheidsrechter: Jean Reuter (LUX) |

|                                                                       |          |       |                                                             | |
| 25 februari Vriendschappelijk № 41 «onderlinge duels» 15:00 uur (UTC) | België ' | 2 – 3 | Luxemburg                                                   | Stade à Sint-Jans-Molenbeek, Sint-Jans-Molenbeek Toeschouwers: 9.000 Scheidsrechter: Laurent Franken (BEL) |
| 25 februari Vriendschappelijk № 41 «onderlinge duels» 15:00 uur (UTC) | ?        |       | 46' Théophile Speicher 63' Mathias Becker 78' Enschy Mengel | Stade à Sint-Jans-Molenbeek, Sint-Jans-Molenbeek Toeschouwers: 9.000 Scheidsrechter: Laurent Franken (BEL) |

|                                                                       |            |       |                                                                             |                                                                                   |
| 11 maart Kwalificatie WK 1934 № 42 «onderlinge duels» 16:00 uur (UTC) | Luxemburg  | 1 – 9 | Duitsland                                                                   | Stade Municipal, Luxemburg Toeschouwers: 16.000 Scheidsrechter: Jan De Wolf (NED) |
| 11 maart Kwalificatie WK 1934 № 42 «onderlinge duels» 16:00 uur (UTC) | Mengel 27' |       | 2', 35', 57', 89' Rasselnberg 12' Wigold 24' Albrecht 30', 52', 53' Hohmann | Stade Municipal, Luxemburg Toeschouwers: 16.000 Scheidsrechter: Jan De Wolf (NED) |

|                                                                         |                        |       |                                                                     |                                                                                       |
| 15 april WK 1934 kwalificatie № 43 «onderlinge duels» 15:00 uur (UTC+1) | Luxemburg              | 1 – 6 | Frankrijk                                                           | Stade Municipal, Luxemburg Toeschouwers: 18.000 Scheidsrechter: Marc Turfkruyer (BEL) |
| 15 april WK 1934 kwalificatie № 43 «onderlinge duels» 15:00 uur (UTC+1) | Théophile Speicher 47' |       | 3' Alfred Aston 26', 67', 85', 89' Jean Nicolas 80' Ernest Libérati | Stade Municipal, Luxemburg Toeschouwers: 18.000 Scheidsrechter: Marc Turfkruyer (BEL) |

|                                                                    |        |       |                    |                                                                                  |
| 10 mei Vriendschappelijk № 44 «onderlinge duels» 15:00 uur (UTC+1) | België | 4 – 1 | Luxemburg          | Sclessin, Luik Toeschouwers: 13.000 Scheidsrechter: Adrianus Cornelis Weij (NED) |
| 10 mei Vriendschappelijk № 44 «onderlinge duels» 15:00 uur (UTC+1) | ?      |       | 40' Mathias Becker | Sclessin, Luik Toeschouwers: 13.000 Scheidsrechter: Adrianus Cornelis Weij (NED) |

|                                                                      |           |       |                                    |                                                                                        |
| 4 november Vriendschappelijk № 45 «onderlinge duels» 14:30 uur (UTC) | Luxemburg | 3 – 3 | Zwitserland                        | Stade du Thillenberg, Luxemburg Toeschouwers: 4.200 Scheidsrechter: Peco Bauwens (GER) |
| 4 november Vriendschappelijk № 45 «onderlinge duels» 14:30 uur (UTC) | ?         |       | 53', 59' Léon Mart 58' Robert Geib | Stade du Thillenberg, Luxemburg Toeschouwers: 4.200 Scheidsrechter: Peco Bauwens (GER) |

### 1935
|                                                                    |           |       |                                                      |                                                                                                  |
| 17 maart Vriendschappelijk № 46 «onderlinge duels» 15:00 uur (UTC) | Frankrijk | 1 – 5 | Luxemburg                                            | Parc des sports du pont d’Essey, Nancy Toeschouwers: 3.000 Scheidsrechter: Henri Lamoureux (BEL) |
| 17 maart Vriendschappelijk № 46 «onderlinge duels» 15:00 uur (UTC) | ?         |       | 23', 74', 76' Enschy Mengel 71', 87' Dominique Wantz | Parc des sports du pont d’Essey, Nancy Toeschouwers: 3.000 Scheidsrechter: Henri Lamoureux (BEL) |

|                                                                      |                                                                      |       |        |                                                                                   |
| 14 april Vriendschappelijk № 47 «onderlinge duels» 15:30 uur (UTC+1) | Luxemburg                                                            | 5 – 3 | België | Stade Municipal, Luxemburg Toeschouwers: 3.500 Scheidsrechter: Peco Bauwens (GER) |
| 14 april Vriendschappelijk № 47 «onderlinge duels» 15:30 uur (UTC+1) | Dominique Wantz 5', 34', 48' Enschy Mengel 31' Raymond Simonelli 42' |       | ?      | Stade Municipal, Luxemburg Toeschouwers: 3.500 Scheidsrechter: Peco Bauwens (GER) |

|                                                                      |        |       |                    |                                                                                      |
| 28 april Vriendschappelijk № 48 «onderlinge duels» 15:00 uur (UTC+1) | België | 3 – 1 | Luxemburg          | Stade du Jeunesse, Aarlen Toeschouwers: 4.000 Scheidsrechter: Raymond Charlier (BEL) |
| 28 april Vriendschappelijk № 48 «onderlinge duels» 15:00 uur (UTC+1) | ?      |       | 54' Mathias Becker | Stade du Jeunesse, Aarlen Toeschouwers: 4.000 Scheidsrechter: Raymond Charlier (BEL) |

|                                                                         |           |                    |           |                                                                                   |
| 18 augustus Vriendschappelijk № 49 «onderlinge duels» 16:00 uur (UTC+1) | Luxemburg | 0 – 1              | Duitsland | Stade Municipal, Luxemburg Toeschouwers: 16.000 Scheidsrechter: Louis Baert (BEL) |
| 18 augustus Vriendschappelijk № 49 «onderlinge duels» 16:00 uur (UTC+1) |           | 43' Walter Günther |           | Stade Municipal, Luxemburg Toeschouwers: 16.000 Scheidsrechter: Louis Baert (BEL) |

|                                                                       |                        |       |           |                                                                                            |
| 10 november Vriendschappelijk № 50 «onderlinge duels» 14:15 uur (UTC) | Luxemburg              | 2 – 2 | Frankrijk | Stade du Thillenberg, Luxemburg Toeschouwers: 6.000 Scheidsrechter: Joop van Moorsel (NED) |
| 10 november Vriendschappelijk № 50 «onderlinge duels» 14:15 uur (UTC) | Oscar Stammet 15', 77' |       | ?         | Stade du Thillenberg, Luxemburg Toeschouwers: 6.000 Scheidsrechter: Joop van Moorsel (NED) |

### 1936
|                                                                       |                                                            |       |        |                                                                                  |
| 16 februari Vriendschappelijk № 51 «onderlinge duels» 14:30 uur (UTC) | Luxemburg                                                  | 5 – 5 | België | Stade Municipal, Luxemburg Toeschouwers: 4.400 Scheidsrechter: Jean Reuter (LUX) |
| 16 februari Vriendschappelijk № 51 «onderlinge duels» 14:30 uur (UTC) | Léon Mart 16', 32', 62' Arthur Bernard 39' Robert Geib 59' |       | ?      | Stade Municipal, Luxemburg Toeschouwers: 4.400 Scheidsrechter: Jean Reuter (LUX) |

|                                                                      |             |       |                                          |                                                                             |
| 15 maart Vriendschappelijk № 52 «onderlinge duels» 15:00 uur (UTC+1) | Zwitserland | 4 – 2 | Luxemburg                                | Stadion Allmend, Luzern Toeschouwers: 6.000 Scheidsrechter: Léon Hohl (FRA) |
| 15 maart Vriendschappelijk № 52 «onderlinge duels» 15:00 uur (UTC+1) | ?           |       | 24' Oscar Stammet 48' Théophile Speicher | Stadion Allmend, Luzern Toeschouwers: 6.000 Scheidsrechter: Léon Hohl (FRA) |

|                                                                      |        |       |               |                                                                                   |
| 26 april Vriendschappelijk № 53 «onderlinge duels» 15:00 uur (UTC+1) | België | 3 – 1 | Luxemburg     | Stade du Jeunesse, Aarlen Toeschouwers: 5.000 Scheidsrechter: Walter Jordan (SUI) |
| 26 april Vriendschappelijk № 53 «onderlinge duels» 15:00 uur (UTC+1) | ?      |       | 29' Léon Mart | Stade du Jeunesse, Aarlen Toeschouwers: 5.000 Scheidsrechter: Walter Jordan (SUI) |

|                                                                   |                      |       |                                                            |                                                                                   |
| 9 mei Vriendschappelijk № 54 «onderlinge duels» 18:15 uur (UTC+1) | Luxemburg            | 1 – 5 | Ierse Vrijstaat                                            | Stade Municipal, Luxemburg Toeschouwers: 8.000 Scheidsrechter: Peco Bauwens (GER) |
| 9 mei Vriendschappelijk № 54 «onderlinge duels» 18:15 uur (UTC+1) | Léon Mart 59' (pen.) |       | 9', 86' Jimmy Dunne 63' Joey Donnelly 68', 87' Jimmy Kelly | Stade Municipal, Luxemburg Toeschouwers: 8.000 Scheidsrechter: Peco Bauwens (GER) |

| Olympische Spelen 1936 |
| ---------------------- |

|                                                                                     | |       |           |                                                                             |
| 4 augustus Olympische Spelen Eerste ronde № 55 «onderlinge duels» 17:30 uur (UTC+1) | Duitsland                                                                                           | 9 – 0 | Luxemburg | Poststadion, Berlijn Toeschouwers: 12.000 Scheidsrechter: Pál Hertzka (HUN) |
| 4 augustus Olympische Spelen Eerste ronde № 55 «onderlinge duels» 17:30 uur (UTC+1) | Adolf Urban 16', 75', 54' Wilhelm Simetsreiter 32', 48', 74' Jupp Gauchel 49', 89' Franz Elbern 76' |       |           | Poststadion, Berlijn Toeschouwers: 12.000 Scheidsrechter: Pál Hertzka (HUN) |

|  |  |  |  |  |  |  |  |  |

|                                                                          |                                                                                          |       |                     |                                                                                         |
| 27 september Vriendschappelijk № 56 «onderlinge duels» 15:30 uur (UTC+1) | Duitsland                                                                                | 7 – 2 | Luxemburg           | Grotenburg-Stadion, Krefeld Toeschouwers: 18.000 Scheidsrechter: Joop van Moorsel (NED) |
| 27 september Vriendschappelijk № 56 «onderlinge duels» 15:30 uur (UTC+1) | Ernst Kuzorra 7', 79' Edmund Malecki 21' Ernst Poertgen 44', 51', 55' Walter Günther 71' |       | 10', 24' Gusty Kemp | Grotenburg-Stadion, Krefeld Toeschouwers: 18.000 Scheidsrechter: Joop van Moorsel (NED) |

|                                                                      |                                                |       |             |                                                                                      |
| 8 november Vriendschappelijk № 57 «onderlinge duels» 14:15 uur (UTC) | Luxemburg                                      | 3 – 1 | Zwitserland | Stade Municipal, Luxemburg Toeschouwers: 3.000 Scheidsrechter: Marc Turfkruyer (BEL) |
| 8 november Vriendschappelijk № 57 «onderlinge duels» 14:15 uur (UTC) | Gusty Kemp 32' Léon Mart 63' Oscar Stammet 65' |       | ?           | Stade Municipal, Luxemburg Toeschouwers: 3.000 Scheidsrechter: Marc Turfkruyer (BEL) |

### 1937
|                                                                       |           |              |           |                                                                                 |
| 21 februari Vriendschappelijk № 58 «onderlinge duels» 14:30 uur (UTC) | Frankrijk | 0 – 1        | Luxemburg | Parc des Sports, Dijon Toeschouwers: 8.000 Scheidsrechter: Edgard Swillen (BEL) |
| 21 februari Vriendschappelijk № 58 «onderlinge duels» 14:30 uur (UTC) |           | 5' Léon Mart |           | Parc des Sports, Dijon Toeschouwers: 8.000 Scheidsrechter: Edgard Swillen (BEL) |

|                                                                    |                                  |       |                                             |                                                                                      |
| 21 maart Vriendschappelijk № 59 «onderlinge duels» 15:00 uur (UTC) | Luxemburg                        | 2 – 3 | Duitsland                                   | Stade Municipal, Luxemburg Toeschouwers: 12.000 Scheidsrechter: Karl Wunderlin (SUI) |
| 21 maart Vriendschappelijk № 59 «onderlinge duels» 15:00 uur (UTC) | Oscar Stammet 72' Gusty Kemp 77' |       | 7' Ernst Poertgen 59', 68' Karl Striebinger | Stade Municipal, Luxemburg Toeschouwers: 12.000 Scheidsrechter: Karl Wunderlin (SUI) |

|                                                                      |                |       |        |                                                                                                  |
| 11 april Vriendschappelijk № 60 «onderlinge duels» 15:15 uur (UTC+1) | Luxemburg      | 1 – 5 | België | Stade de la Frontière, Esch-sur-Alzette Toeschouwers: 4.000 Scheidsrechter: Lucien Leclerq (FRA) |
| 11 april Vriendschappelijk № 60 «onderlinge duels» 15:15 uur (UTC+1) | Gusty Kemp 71' |       | ?      | Stade de la Frontière, Esch-sur-Alzette Toeschouwers: 4.000 Scheidsrechter: Lucien Leclerq (FRA) |

|                                                                      |                                                |       |        |                                                                                   |
| 25 april Vriendschappelijk № 61 «onderlinge duels» 16:00 uur (UTC+1) | Luxemburg                                      | 3 – 2 | Italië | Stade Municipal, Luxemburg Toeschouwers: 6.000 Scheidsrechter: Peco Bauwens (GER) |
| 25 april Vriendschappelijk № 61 «onderlinge duels» 16:00 uur (UTC+1) | Gusty Kemp 26' Emile Everard 48' Léon Mart 77' |       | ?      | Stade Municipal, Luxemburg Toeschouwers: 6.000 Scheidsrechter: Peco Bauwens (GER) |

|                                                                   |        |       |           |                                                                                     |
| 6 mei Vriendschappelijk № 62 «onderlinge duels» 15:00 uur (UTC+1) | België | 3 – 0 | Luxemburg | Stade du Jeunesse, Aarlen Toeschouwers: 4.000 Scheidsrechter: Laurent Franken (BEL) |
| 6 mei Vriendschappelijk № 62 «onderlinge duels» 15:00 uur (UTC+1) | ?      |       |           | Stade du Jeunesse, Aarlen Toeschouwers: 4.000 Scheidsrechter: Laurent Franken (BEL) |

|                                                                               |                                          |       |           |                                                                                |
| 28 november WK 1938 kwalificatie № 63 «onderlinge duels» 14:00 uur (UTC+0:20) | Nederland                                | 4 – 0 | Luxemburg | De Kuip, Rotterdam Toeschouwers: 40.000 Scheidsrechter: Karl Weingärtner (GER) |
| 28 november WK 1938 kwalificatie № 63 «onderlinge duels» 14:00 uur (UTC+0:20) | Kick Smit 29' Piet de Boer 68', 78', 82' |       |           | De Kuip, Rotterdam Toeschouwers: 40.000 Scheidsrechter: Karl Weingärtner (GER) |

### 1938
|                                                                      |           |                                                                                        |           |                                                                                   |
| 16 januari Vriendschappelijk № 64 «onderlinge duels» 14:15 uur (UTC) | Luxemburg | 0 – 6                                                                                  | Hongarije | Stade Municipal, Luxemburg Toeschouwers: 4.500 Scheidsrechter: Peco Bauwens (GER) |
| 16 januari Vriendschappelijk № 64 «onderlinge duels» 14:15 uur (UTC) |           | 13', 59', 82' Lajos Szendrődi 73' Lipót Kállai 75' Gyula Zsengellér 80' István Miklósi |           | Stade Municipal, Luxemburg Toeschouwers: 4.500 Scheidsrechter: Peco Bauwens (GER) |

|                                                                      |           |       |           |                                                                                     |
| 30 januari Vriendschappelijk № 65 «onderlinge duels» 14:30 uur (UTC) | Luxemburg | 0 – 4 | Frankrijk | Stade Municipal, Luxemburg Toeschouwers: 3.500 Scheidsrechter: Edgard Swillen (BEL) |
| 30 januari Vriendschappelijk № 65 «onderlinge duels» 14:30 uur (UTC) |           | ?     |           | Stade Municipal, Luxemburg Toeschouwers: 3.500 Scheidsrechter: Edgard Swillen (BEL) |

|                                                                       |                                 |       |                                                               |                                                                                          |
| 13 maart WK 1938 kwalificatie № 66 «onderlinge duels» 15:00 uur (UTC) | Luxemburg                       | 2 – 3 | België                                                        | Stade Municipal, Luxemburg Toeschouwers: 12.500 Scheidsrechter: Georges Capdeville (FRA) |
| 13 maart WK 1938 kwalificatie № 66 «onderlinge duels» 15:00 uur (UTC) | Camille Libar 4' Gusty Kemp 32' |       | 18' Bernard Voorhoof 55' Raymond Braine 59' François De Vries | Stade Municipal, Luxemburg Toeschouwers: 12.500 Scheidsrechter: Georges Capdeville (FRA) |

|                                                                      |                                  |       |                   |                                                                                    |
| 20 maart Vriendschappelijk № 67 «onderlinge duels» 15:00 uur (UTC+1) | Duitsland                        | 2 – 1 | Luxemburg         | Stadion am Zoo, Wuppertal Toeschouwers: 20.000 Scheidsrechter: Hans Wüthrich (SUI) |
| 20 maart Vriendschappelijk № 67 «onderlinge duels» 15:00 uur (UTC+1) | Jupp Gauchel 6' Jupp Gauchel 75' |       | 73' Camille Libar | Stadion am Zoo, Wuppertal Toeschouwers: 20.000 Scheidsrechter: Hans Wüthrich (SUI) |

|                                                                      |        |       |                                       |                                                                                    |
| 24 april Vriendschappelijk № 68 «onderlinge duels» 15:00 uur (UTC+1) | België | 9 – 3 | Luxemburg                             | Stade du Jeunesse, Aarlen Toeschouwers: 4.000 Scheidsrechter: Gaston Degotte (BEL) |
| 24 april Vriendschappelijk № 68 «onderlinge duels» 15:00 uur (UTC+1) | ?      |       | 5', 64' Camille Libar 41' Paul Feller | Stade du Jeunesse, Aarlen Toeschouwers: 4.000 Scheidsrechter: Gaston Degotte (BEL) |

|                                                                    |        |       |           |                                                                         |
| 15 mei Vriendschappelijk № 69 «onderlinge duels» 14:00 uur (UTC+1) | Italië | 4 – 0 | Luxemburg | San Siro, Milaan Toeschouwers: 25.000 Scheidsrechter: Helmut Fink (GER) |
| 15 mei Vriendschappelijk № 69 «onderlinge duels» 14:00 uur (UTC+1) | ?      |       |           | San Siro, Milaan Toeschouwers: 25.000 Scheidsrechter: Helmut Fink (GER) |

|                                                                          |                        |       |             |                                                                                      |
| 18 september Vriendschappelijk № 70 «onderlinge duels» 15:30 uur (UTC+1) | Luxemburg              | 2 – 1 | Zwitserland | Stade Municipal, Luxemburg Toeschouwers: 4.200 Scheidsrechter: Antoine Jorssen (BEL) |
| 18 september Vriendschappelijk № 70 «onderlinge duels» 15:30 uur (UTC+1) | Camille Meyer 62', 66' |       | ?           | Stade Municipal, Luxemburg Toeschouwers: 4.200 Scheidsrechter: Antoine Jorssen (BEL) |

### 1939
|                                                                      |           |       |                              |                                                                                                |
| 21 januari Vriendschappelijk № 71 «onderlinge duels» 14:15 uur (UTC) | Frankrijk | 4 – 2 | Luxemburg                    | Stade Bauer, Saint-Ouen-sur-Seine Toeschouwers: 4.873 Scheidsrechter: José Delchevalerie (BEL) |
| 21 januari Vriendschappelijk № 71 «onderlinge duels» 14:15 uur (UTC) | ?         |       | 44' Léon Mart 56' Gusty Kemp | Stade Bauer, Saint-Ouen-sur-Seine Toeschouwers: 4.873 Scheidsrechter: José Delchevalerie (BEL) |

|                                                                      |                                                             |       |        |                                                                                    |
| 29 januari Vriendschappelijk № 72 «onderlinge duels» 14:30 uur (UTC) | Luxemburg                                                   | 5 – 3 | België | Stade Municipal, Dudelange Toeschouwers: 3.000 Scheidsrechter: Bernard Raele (LUX) |
| 29 januari Vriendschappelijk № 72 «onderlinge duels» 14:30 uur (UTC) | Oscar Stammet 5' Camille Libar 43', 49', 82' Gusty Kemp 69' |       | ?      | Stade Municipal, Dudelange Toeschouwers: 3.000 Scheidsrechter: Bernard Raele (LUX) |

|                                                                      |                    |       |               |                                                                                            |
| 26 maart Vriendschappelijk № 73 «onderlinge duels» 15:00 uur (UTC+1) | Luxemburg          | 2 – 1 | Duitsland     | Stade du Thillenberg, Luxemburg Toeschouwers: 4.100 Scheidsrechter: Raymond Charlier (BEL) |
| 26 maart Vriendschappelijk № 73 «onderlinge duels» 15:00 uur (UTC+1) | Léon Mart 20', 87' |       | 1' Erich Häne | Stade du Thillenberg, Luxemburg Toeschouwers: 4.100 Scheidsrechter: Raymond Charlier (BEL) |

|                                                                      |        |       |           |                                                                                    |
| 30 april Vriendschappelijk № 74 «onderlinge duels» 15:00 uur (UTC+1) | België | 3 – 0 | Luxemburg | Stade du Jeunesse, Aarlen Toeschouwers: 2.000 Scheidsrechter: Charles Boeree (NED) |
| 30 april Vriendschappelijk № 74 «onderlinge duels» 15:00 uur (UTC+1) | ?      |       |           | Stade du Jeunesse, Aarlen Toeschouwers: 2.000 Scheidsrechter: Charles Boeree (NED) |

|                                                  |             |       |                   |                                                                                    |
| 14 mei Vriendschappelijk № 75 «onderlinge duels» | Zwitserland | 9 – 1 | Luxemburg         | Stadion Allmend, Luzern Toeschouwers: 2.300 Scheidsrechter: Francesco Mattea (ITA) |
| 14 mei Vriendschappelijk № 75 «onderlinge duels» | ?           |       | 59' Emile Everard | Stadion Allmend, Luzern Toeschouwers: 2.300 Scheidsrechter: Francesco Mattea (ITA) |

België · Bulgarije · Denemarken · Duitsland · Engeland · Estland · Finland · Frankrijk · Griekenland · Hongarije · Ierland · Israël · Italië · Joegoslavië · Letland · Litouwen · Luxemburg · Nederland · Noord-Ierland · Noorwegen · Oostenrijk · Polen · Portugal · Roemenië · Schotland · Spanje · Tsjecho-Slowakije · Turkije · Wales · Zweden · Zwitserland
FLF · A-internationals · Bondscoaches · Statistieken · Luxemburgs vrouwenelftal · Luxemburg U21 · Luxemburg U19 · Luxemburg U18 · Luxemburg U17 · Luxemburg U16
1911 – 1919 ·
1920 – 1929 ·
1930 – 1939 ·
1940 – 1949 ·
1950 – 1959 ·
1960 – 1969 ·
1970 – 1979 ·
1980 – 1989 ·
1990 – 1999 ·
2000 – 2009 ·
2010 – 2019 ·
2020 − 2029
OS 1920 · 
OS 1924 · 
OS 1928 · 
OS 1936 · 
OS 1948 · 
OS 1952
1911 · 
1912 · 
1913 · 
1914 · 
1915 · 1916 · 1917 · 1918 · 1919 · 
1920 · 
1921 · 1922 · 1923 · 
1924 · 
1925 · 1926 · 
1927 · 
1928 · 
1929 · 1930 · 1931 · 1932 · 1933 · 
1934 · 
1935 · 
1936 · 
1937 · 
1938 · 
1939 · 
1940 · 
1941 · 1942 · 1943 · 1944 · 
1945 · 
1946 · 
1947 · 
1948 · 
1949 · 
1950 · 
1952 · 
1952 · 
1953 · 
1954 · 
1955 · 
1956 · 
1957 · 
1958 · 
1959 · 
1960 · 
1961 · 
1962 · 
1963 · 
1964 · 
1965 · 
1966 · 
1967 · 
1968 · 
1969 · 
1970 · 
1971 · 
1972 · 
1973 · 
1974 · 
1975 · 
1976 · 
1977 · 
1978 · 
1979 · 
1980 · 
1981 · 
1982 · 
1983 · 
1984 · 
1985 · 
1986 · 
1987 · 
1988 · 
1989 · 
1990 · 
1991 · 
1992 · 
1993 · 
1994 · 
1995 · 
1996 · 
1997 · 
1998 · 
1999 · 
2000 · 
2001 · 
2002 · 
2003 · 
2004 · 
2005 · 
2006 · 
2007 · 
2008 · 
2009 · 
2010 · 
2011 · 
2012 · 
2013 · 
2014 · 
2015 ·
2016 ·
2017 ·
2018 ·
2019 ·
2020 ·
2021
Afghanistan ·
Albanië ·
Algerije ·
Armenië ·
Azerbeidzjan ·
België ·
Bosnië en Herzegovina ·
Brazilië ·
Bulgarije ·
Canada ·
Cyprus ·
DDR ·
Denemarken ·
(West-)Duitsland ·
Egypte ·
Engeland ·
Estland ·
Faeröer ·
Finland ·
Frankrijk ·
Gambia ·
Georgië ·
Griekenland ·
Hongarije ·
Ierland ·
IJsland ·
Israël ·
Italië ·
Japan ·
Joegoslavië ·
Kaapverdië ·
Kameroen ·
Kazachstan ·
Letland ·
Liechtenstein ·
Litouwen ·
Madagaskar ·
Malta ·
Marokko ·
Mexico ·
Moldavië ·
Montenegro ·
Myanmar ·
Nederland ·
Nigeria ·
Noord-Ierland ·
Noord-Macedonië ·
Noorwegen ·
Oekraïne ·
Oostenrijk ·
Polen ·
Portugal ·
Qatar ·
Roemenië ·
Rusland ·
San Marino ·
Saoedi-Arabië ·
Schotland ·
Senegal ·
Servië ·
Servië en Montenegro ·
Slovenië ·
Slowakije ·
Sovjet-Unie ·
Spanje ·
Thailand ·
Togo ·
Tsjechië ·
Tsjecho-Slowakije ·
Turkije ·
Uruguay ·
Verenigde Staten ·
Wales ·
Wit-Rusland ·
Zuid-Korea ·
Zweden ·
Zwitserland